# جانی روداری
جانّی روداری (ایتالیایی: Gianni Rodari؛ (تلفظ ایتالیایی: [ˈdʒanni roˈdaːri])؛ ۲۳ اکتبر ۱۹۲۰–۱۴ آوریل ۱۹۸۰) یک نویسنده ادبیات کودک و نوجوان و روزنامه‌نگار اهل ایتالیا بود که بیشتر به خاطر آثارش در زمینه ادبیات کودکان مشهور است.
روداری به خاطر داستان‌های فانتزی‌اش که مسائل اجتماعی دنیای واقعی را در بر می‌گرفت، شهرت پیدا کرد. در سال ۱۹۷۰، او اولین و تا به امروز تنها ایتالیایی بود که برنده جایزه هانس کریستیان آندرسن برای نویسندگی شد، یکی از بالاترین افتخارات بین‌المللی در ادبیات کودک.

## زندگی و فعالیت‌ها
جیانی روداری در ۲۳ اکتبر سال ۱۹۲۰ در شهر اومنیا در شمال ایتالیا به دنیا آمد. او که در اوایل به آموزش کودکان علاقه داشت، ابتدا در یک مدرسه ابتدایی شروع به تدریس کرد و سپس به عنوان خبرنگار روزنامه مشغول به کار شد. بر اساس تجربه قبلی، ویراستاران از او خواستند که برای بخش کودک روزنامه بنویسد و کار نمادین خود را در ادبیات کودک آغاز کند. در سال ۱۹۶۰ او مطالب کافی برای انتشار اولین کتاب خود با عنوان «قافیه‌های مهد کودک در آسمان و روی زمین» را نوشت.
دو سال بعد او مجموعه داستان‌های موفق خود را با نام «قصه‌های تلفنی» منتشر کرد که برخی آن را شاهکار او می‌دانند. روداری در دهه‌های بعد به تولید انواع ادبیات محبوب ادامه داد و جایگاه خود را به عنوان یک نام آشنا در ایتالیا به دست آورد. او به‌طور همزمان سهم زیادی در جنبش اصلاحات آموزشی کشور داشت.
روداری به خاطر کمک‌هایش به ادبیات کودکان، جوایز مهم بسیاری را در طول زندگی‌اش دریافت کرد و امروزه او به‌عنوان مهم‌ترین نویسنده کودکان قرن بیستم ایتالیا در نظر گرفته می‌شود و کتاب‌هایش به بیش از ۲۰ زبان ترجمه شده‌اند.

## برخی از کتاب‌های ترجمه شده به فارسی
- جیپ در تلویزیون و داستان‌های کرات دیگر (ترجمه مسعود جواهری چینی، نشر افکار)[۵]
- بنفشه ای در قطب (ترجمه فرشته ساری، نشر چشمه)
- قصه‌ها و افسانه‌ها (ترجمه مرضیه شجاعی دینداری لو، نشر سروش)
- مارکو و میرکو (ترجمه ابوالحسن حاتمی، نشر قطره)
- داستان‌های ماشین تحریر (ترجمه ابوالحسن حاتمی، نشر قطره)
- کیک آسمانی (ترجمه پیروز ملکی، موسسه‌انتشارات امیرکبیر)
- داستان‌های تلفنی (ترجمه مسعود جواهری، مؤسسه انتشاراتی آهنگ دیگر)
- دختری که نمی‌خواست بزرگ شود (ترجمه مهناز صدری، نشر زمان)
- همه چیز با یک تمساح شروع شد (ترجمه منوچهر صادق‌خانجانی، نشر سروش)
- ماجراهای پیازچه (ترجمه مرضیه شجاعی‌دیندارلو، نشر شهر)
- ماجراهای چیپولینو (ترجمه آبتین گلکار، نشر چشمه)
- داستانک‌های آلیس (ترجمه منوچهر صادق‌خانجانی، نشر سروش)
- جلسومینو در سرزمین دروغ‌گوها (ترجمه آندرانیک خچومیان، نشر افراز)
- قصه‌هایی برای یک لبخند (ترجمه مرضیه شجاعی‌دیندارلو، نشر سروش)
- داستانهایی برای سرگرمی (ترجمه چنگیز داور پناه، نشر قطره)

## تجلیل
در ۲۹ مارس ۱۹۷۹، یک سیارک به افتخار او به نام «۲۷۰۳» روداری نامگذاری شد.
در ۲۳ اکتبر ۲۰۲۰، گوگل صدمین سالگرد تولد او را با گوگل دودل جشن گرفت.